# The Stronger Mind
The Stronger Mind é um filme mudo norte-americano de 1915, do gênero drama, dirigido por Joe De Grasse e estrelado por Lon Chaney. O filme é agora considerado perdido.